# Oh Mother
Singles de Christina Aguilera
Candyman
(2007) Save Me from Myself
(2008)
Oh Mother est le quatrième single du cinquième albums studio Back to Basics (2006) de Christina Aguilera. La chanson est écrite et composé par Christina Aguilera, Christophe Barratier, Bruno Coulais et Kara DioGuardi. Elle a été lancée comme un double single international avec la chanson Slow Down Baby.

## Histoire et composition
La chanson parle de la relation abusive de la mère d'Aguilera avec son mari, Fausto Aguilera. Le single contient les éléments de la chanson Vois Sur Ton Chemin écrit par Bruno Coulais, qui est apparu dans le film les Choristes en 2004. Il a été produit par Big Tank, L Boogie, et Aguilera elle-même. Oh Mother est une chanson modérément lente, son instrumentation vient de la guitare, des claviers, de piano et des cordes.

## Hit-parade
En Autriche le single atteint la 23e place et reste 9 semaines dans le classement. Dans les Pays-Bas la chanson a atteint la 54e position durant une semaine, et six semaines dans le top. En Allemagne le single est resté 10 semaines dans le top des singles et a atteint la 18eme place lors de sa première entrée. En Suisse la chanson a passé cinq semaines dans le top singles avec un peak à la 79e place. La chanteuse, était enceinte de 7 mois et demi à ce moment-là.

## Clip vidéo
La première de la vidéo est lancée officiellement sur la chaîne de télévision de musique allemande VIVA. Le clip officiel est extrait du DVD live Back to Basics Tour .

## Version live
2007 : MTV Special et Back to Basics World Tour

## Lancement
Le single Oh Mother a été lancé en Europe, tandis que l'Océanie, les régions Asiatiques et l'Australie ont reçu Slow Down Baby plus tôt cette année, le 28 juillet 2007. Slow Down Baby a été proposé pour sortir en Amérique latine et aux États-Unis, mais les plans ont été abandonnés à la suite de la grossesse de Christina. 
Oh Mother est sorti le 23 novembre 2007 en Allemagne et en Autriche. En Suisse, le single sa classe pendant quatre semaines basées seulement sur les téléchargements. Le 8 décembre 2007, il a été ajouté à la playlist de BBC Radio 2 au Royaume-Uni puis et sorti en téléchargement numérique le 31 décembre 2007.

## Track Liste du single
Basic :
1. Oh Mother (Album Version) – 3 min 45
2. Oh Mother (Instrumental) – 3 min 45

Maxi premium :
1. Oh Mother – 3 min 45
2. Candyman – 3 min 45
3. Ain't No Other Man (Back to Basics Live in London) – 4 min 3
4. Candyman (Back to Basics Live in London) – 3 min 22

## Classement
| Classement (2007)            | Meilleure position |
| ---------------------------- | ------------------ |
| Allemagne (Media Control AG) | 18                 |
| Autriche (Ö3 Austria Top 40) | 23                 |
| Europe (Hot 100)             | 67                 |
| Pays-Bas (Single Top 100)    | 54                 |
| Suisse (Schweizer Hitparade) | 79                 |